# إليزه فيشر
إليزه فيشر(بالإنجليزية: Elsie Fisher)‏ هي ممثلة أمريكية، ولدت في 3 أبريل 2003 في بدي موين في الولايات المتحدة.

## حياتها المهنية
بدأت حياتها المهنية في عام 2009 مع دورها في المسلسل التلفزيوني «المتوسط» في سن السادسة، في عام 2018 ، تلقت إشادة من النقاد لأدائها كفتاة مراهقة تعاني اجتماعيا في الفيلم الدرامي الكوميدي الصف الثامن، حصلت على العديد من الجوائز والترشيحات لأدائها، بما في ذلك ترشيح لجائزة جولدن جلوب لأفضل ممثلة في فيلم كوميدي أو موسيقي.

## أعمال

### أفلام
- (2015) مكفارلاند - أميركا
- (2018) الصف الثامن

## وصلات خارجية
- إليزه فيشر على موقع IMDb (الإنجليزية)
- إليزه فيشر على موقع قاعدة بيانات الفيلم (الإنجليزية)